# Esteban Granados
Esteban Granados, né le 25 octobre 1985 à Cartago, est un footballeur international costaricien. Il joue au poste de milieu défensif au CS Herediano

## Biographie
Il participe à la belle performance de son équipe nationale lors de la Coupe du monde 2014 au Brésil lorsqu'il atteint les quarts de finale de la compétition.

## Palmarès
En club, il est sacré champion du Costa Rica à sept occasions avec le CS Herediano (les tournois d'ouverture 2018 et 2019 et les tournois de clôture 2012, 2013, 2015, 2016 et 2017).
Avec la sélection nationale du Costa Rica, il remporte la Copa Centroamericana en 2014.